# Węglewko

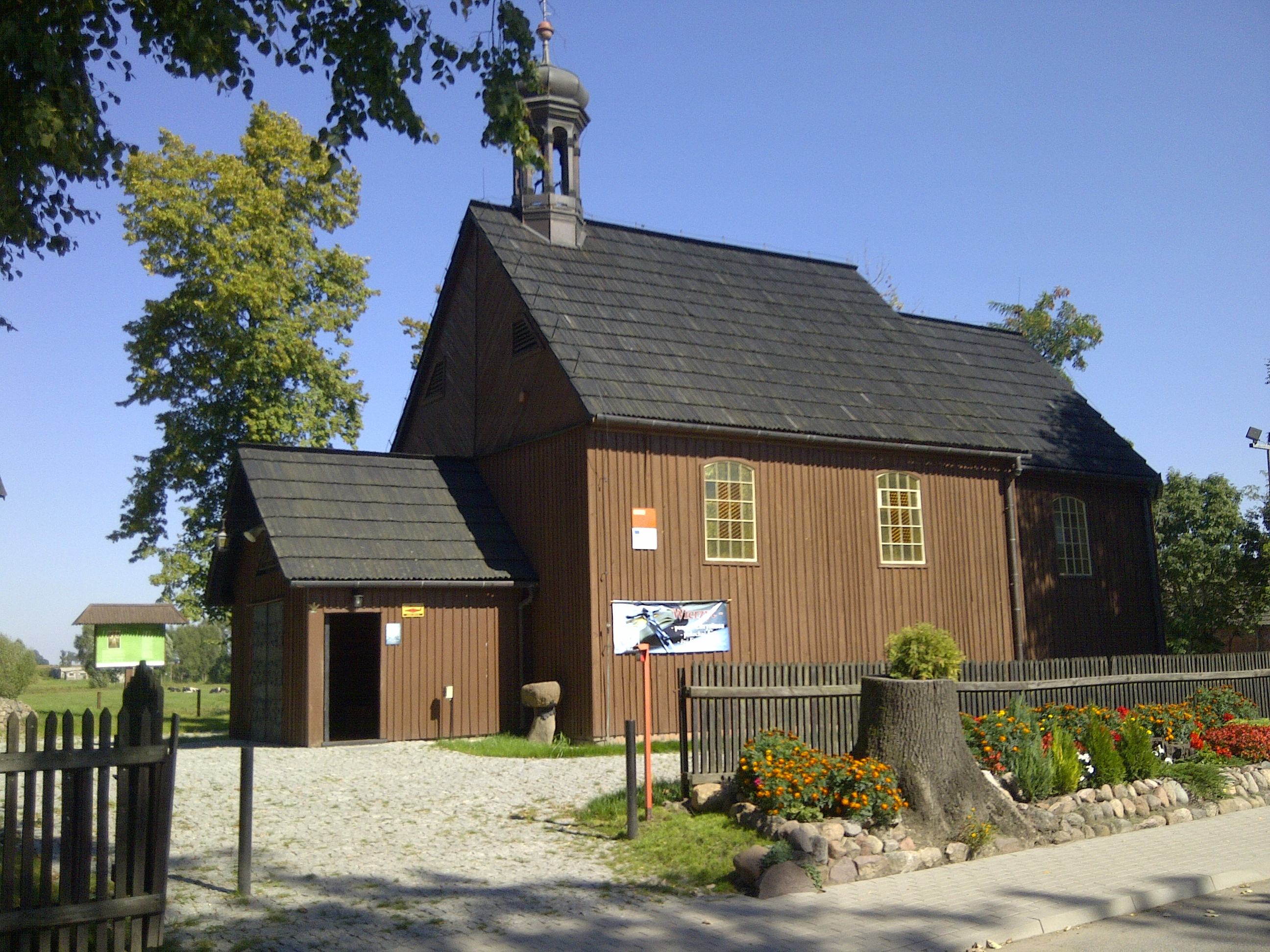
Kerk in Węglewko

Węglewko is een dorp in het Poolse woiwodschap Groot-Polen, in het district Poznański. De plaats maakt deel uit van de gemeente Pobiedziska.

## Sport en recreatie
Door deze plaats loopt de Europese wandelroute E11. De E11 loopt van Den Haag naar het oosten, op dit moment de grens Polen/Litouwen. Ter plaatse komt de route van het zuiden vanaf Pobiedziska. De route vervolgt in oostelijke richting naar Lednogóra. 